# Liste de peintures de Jean-Baptiste de Champaigne
Cette page dresse la liste des peintures de Jean-Baptiste de Champaigne, peintre français du XVIIe siècle.

## Liste chronologique
| Image | Titre | Date           | Techniques et dimensions          | Commentaire                                                 | Lieu de conservation                                       | Référence |
| ----- | --- | -------------- | --------------------------------- | ----------------------------------------------------------- | ---------------------------------------------------------- | --------- |
|       | |                |                                   |                                                             |                                                            |           |
|       | Le martyre de saint Etienne                                                                                    |                | Huile sur toile 81,3 x 69 cm      |                                                             | Collection particulière                                    |           |
|       | Le Christ en Croix avec la Vierge, saint Jean, la Madeleine, les Saintes Femmes et des soldats                 | années 1650    | Huile sur toile 73,5 x 107 cm     |                                                             | Saint-Cloud, musée du Grand Siècle                         |           |
|       | Double portrait de Jean-Baptiste de Champaigne et Nicolas de Plattemontagne                                    | 1654           | Huile sur toile 132 x 185 cm      |                                                             | Rotterdam, musée Boymans van Beuningen                     |           |
|       | Saint Charles Borromée                                                                                         | 1655           | Huile sur toile 228 x 139,5 cm    | Peint en collaboration avec son père Philippe de Champaigne | Orléans, musée des Beaux-Arts                              |           |
|       | Les Pèlerins d'Emmaüs                                                                                          | vers 1656      | Huile sur toile 180 x 208 cm      |                                                             | Lyon, Primatiale Saint-Jean                                |           |
|       | La Manne | vers 1656      | Huile sur toile 190 x 220 cm      |                                                             | Paris, église Saint-Etienne-du-Mont                        |           |
|       | Saint Grégoire enseignant le plain-chant                                                                       | 1660           | Huile sur toile                   |                                                             | Gand, église Saint-Michel                                  |           |
|       | L'Assomption                                                                                                   | 1660           | Huile sur toile                   |                                                             | Bruxelles, collégiale Saint-Michel-et-Sainte-Gudule        |           |
|       | Le martyre de saint Laurent                                                                                    | vers 1660      | Huile sur toile 81,7 x 68,5 cm    |                                                             | Washington, National Gallery of Art                        |           |
|       | La Vierge de douleur au pied de la Croix                                                                       | vers 1660-1670 | Huile sur toile 195 x 129 cm      |                                                             | Magny-les-Hameaux, musée national de Port-Royal-des-Champs |           |
|       | Le Bon Pasteur                                                                                                 | vers 1660-1665 | Huile sur toile 181 x 85 cm       |                                                             | Lille, musée des Beaux-Arts                                |           |
|       | Portrait de mère Angélique et de mère Agnès Arnauld'                                                           | 1662-1664      | Huile sur toile                   | Aussi attribué à Philippe de Champaigne                     | Collection particulière                                    |           |
|       | Hercule couronné par la Vertu surmontant les Vices                                                             | 1663           | Huile sur toile 126 x 94 cm       |                                                             | Lyon, musée des Beaux-Arts                                 |           |
|       | Le Christ eucharistique                                                                                        | vers 1663-1665 |                                   |                                                             | Paris, église du Val-de-Grâce, cul-de-four de la chapelle  |           |
|       | Les Pèlerins d'Emmaüs                                                                                          | vers 1665      | Huile sur toile 151 x 136 cm      |                                                             | Nantes, musée d'Arts                                       |           |
|       | Saint Léonard refusant les présents du roi de France                                                           | 1665           | Huile sur toile 227 x 145 cm      | A aussi été attribué à Philippe de Champaigne               | Genève, musée d'Art et d'Histoire                          |           |
|       | Sine Cerere et Baccho friget Venus                                                                             | vers 1665-1670 | Huile sur toile 166,5 x 107 cm    |                                                             | Saint-Cloud, musée du Grand Siècle                         |           |
|       | Allégorie de la Paix                                                                                           | vers 1666-1671 | Huile sur toile 158 x 128 cm      |                                                             | Budapest, musée des Beaux-Arts                             |           |
|       | La Nuit ou Femme étendue tenant un arc                                                                         | vers 1666-1671 | Huile sur toile 152 x 153 cm      |                                                             | Bruxelles, musées royaux des Beaux-Arts                    |           |
|       | Thétis plongeant Achille dans le Styx                                                                          | vers 1666-1671 | Huile sur toile                   |                                                             | Localisation actuelle inconnue                             |           |
|       | Le Sommeil | vers 1666-1671 | Huile sur toile                   |                                                             | Collection particulière                                    |           |
|       | L'Aurore chassant la Nuit                                                                                      | vers 1666-1671 | Huile sur toile 144 x 189 cm      |                                                             | Paris, musée du Louvre                                     |           |
|       | Deux putti dans un ovale                                                                                       | vers 1666-1671 | Huile sur toile 102 x 83 cm       |                                                             | Collection particulière                                    |           |
|       | Le centaure Chiron montre à Achille à tirer à l'arc                                                            | vers 1666-1671 | Huile sur toile 96 x 382 cm       |                                                             | Paris, musée du Louvre                                     |           |
|       | Le centaure Chiron montre à Achille à conduire son char                                                        | vers 1666-1671 | Huile sur toile 105 x 382 cm      |                                                             | Paris, musée du Louvre                                     |           |
|       | La leçon d'armes                                                                                               | vers 1666-1671 | Huile sur toile 97 x 199 cm       |                                                             | Paris, musée du Louvre                                     |           |
|       | La leçon d'équitation                                                                                          | vers 1666-1671 | Huile sur toile 96 x 199 cm       |                                                             | Paris, musée du Louvre                                     |           |
|       | Saint Paul renversé et lapidé dans la ville de Lystre (modello)                                                | 1667           | Huile sur toile 64 x 52,5 cm      |                                                             | Dijon, musée Magnin                                        |           |
|       | Saint Paul renversé et lapidé dans la ville de Lystre                                                          | 1667           | Huile sur toile                   | May de Notre-Dame de 1667                                   | Marseille, musée des Beaux-Arts                            |           |
|       | Saint Paul renversé et lapidé dans la ville de Lystre (réduction)                                              | 1667           | Huile sur toile                   |                                                             | Elmira, Arnot Art Museum                                   |           |
|       | Portrait d'homme                                                                                               | 1667           | Huile sur toile 76 x 62 cm        | Attribué                                                    | Paris, musée du Louvre                                     |           |
|       | Portrait de Philippe de Champaigne                                                                             | après 1668     | Huile sur toile 120 x 91 cm       | Copie d'après Philippe de Champaigne                        | Paris, musée du Louvre                                     |           |
|       | Portrait de Philippe de Champaigne                                                                             | après 1668     | Huile sur toile 92 x 72,5 cm      | Copie d'après Philippe de Champaigne                        | Bruxelles, musées royaux des Beaux-Arts                    |           |
|       | La remise des clés à Saint Pierre                                                                              | vers 1670      | Huile sur toile 215 x 146,5 cm    |                                                             | Soissons, cathédrale Saint-Gervais-Saint-Protais           |           |
|       | Hercule se donnant la mort sur le bûcher en présence des dieux (modello)                                       | 1670-1671      | Huile sur toile 60 x 95 cm        |                                                             | Collection particulière                                    |           |
|       | Le Triomphe de Mercure (modello)                                                                               | 1672           | Huile sur toile 51 x 52 cm        |                                                             | Versailles, musée national du château                      |           |
|       | Le Triomphe de Mercure                                                                                         | 1672           | Huile sur toile                   |                                                             | Versailles, musée national du château                      |           |
|       | Alexandre le Grand faisant porter divers animaux à Aristote afin qu'il écrive son Histoire naturelle (modello) | 1672-1673      | Huile sur toile 35 x 60 cm        |                                                             | Versailles, musée national du château                      |           |
|       | Alexandre le Grand faisant porter divers animaux à Aristote afin qu'il écrive son Histoire naturelle           | 1672-1673      | Huile sur toile                   |                                                             | Versailles, musée national du château                      |           |
|       | Alexandre le Grand recevant une ambassade d'Ethiopiens                                                         | 1672-1673      | Huile sur toile                   |                                                             | Versailles, musée national du château                      |           |
|       | Auguste recevant une ambassade d'Indiens (modello)                                                             | 1672-1673      | Huile sur toile 30,7 x 60,2 cm    |                                                             | Versailles, musée national du château                      |           |
|       | Auguste recevant une ambassade d'Indiens                                                                       | 1672-1673      | Huile sur toile                   |                                                             | Versailles, musée national du château                      |           |
|       | Ptolémée Philadelphe dans la bibliothèque d'Alexandrie                                                         | 1672-1673      | Huile sur toile                   |                                                             | Versailles, musée national du château                      |           |
|       | Le Crucifiement                                                                                                | vers 1675      | Huile sur toile 118 x 174 cm      |                                                             | Magny-les-Hameaux, musée national de Port-Royal-des-Champs |           |
|       | La translation des reliques de saint Arnould (esquisse)                                                        | vers 1675      | Huile sur toile 50,8 x 42,3 cm    |                                                             | Collection particulière                                    |           |
|       | La translation des reliques de saint Arnould                                                                   | vers 1675      | Huile sur toile 214 x 277 cm      |                                                             | Collection particulière                                    |           |
|       | Le Christ prêchant sur la montagne                                                                             | vers 1675-1680 | Huile sur toile 112 x 154,5 cm    |                                                             | Dijon, musée Magnin                                        |           |
|       | La Cène | 1678           | Huile sur toile 111 x 160 cm      |                                                             | Detroit, The Institute of Arts                             |           |
|       | La Transverbération de sainte Thérèse                                                                          | 1680           | Huile sur toile 67 cm de diamètre |                                                             | Tourcoing, musée des Beaux-Arts                            |           |
|       | Jésus montrant ses plaies à sainte Thérèse                                                                     | vers 1680      | Huile sur toile 90 x 102,2 cm     |                                                             | Aix-en-Provence, musée Granet                              |           |
|       | L'Oraison | vers 1680      | Huile sur toile 62 x 90 cm        |                                                             | Paris, église Saint-Jacques-du-Haut-Pas                    |           |
|       | La Religion | vers 1680      | Huile sur toile 62 x 90 cm        |                                                             | Paris, église Saint-Jacques-du-Haut-Pas                    |           |
|       | Le Christ au désert servi par les anges                                                                        | vers 1680      | Huile sur toile 79,5 x 101,5 cm   |                                                             | Collection particulière                                    |           |
|       | La Présentation de la Vierge au Temple                                                                         | vers 1680 ?    | Huile sur toile 245 x 162 cm      | A aussi été attribué à Nicolas Mignard                      | Paris, église Notre-Dame-de-Bonne-Nouvelle                 |           |
|       | Portrait d'homme                                                                                               |                | Huile sur toile                   |                                                             | Gand, musée des Beaux-Arts                                 |           |
|       | Saint Jacques le majeur                                                                                        |                | Huile sur toile 57 x 49 cm        |                                                             | Orléans, musée des Beaux-Arts                              |           |